# سكس أون ذا بيتش

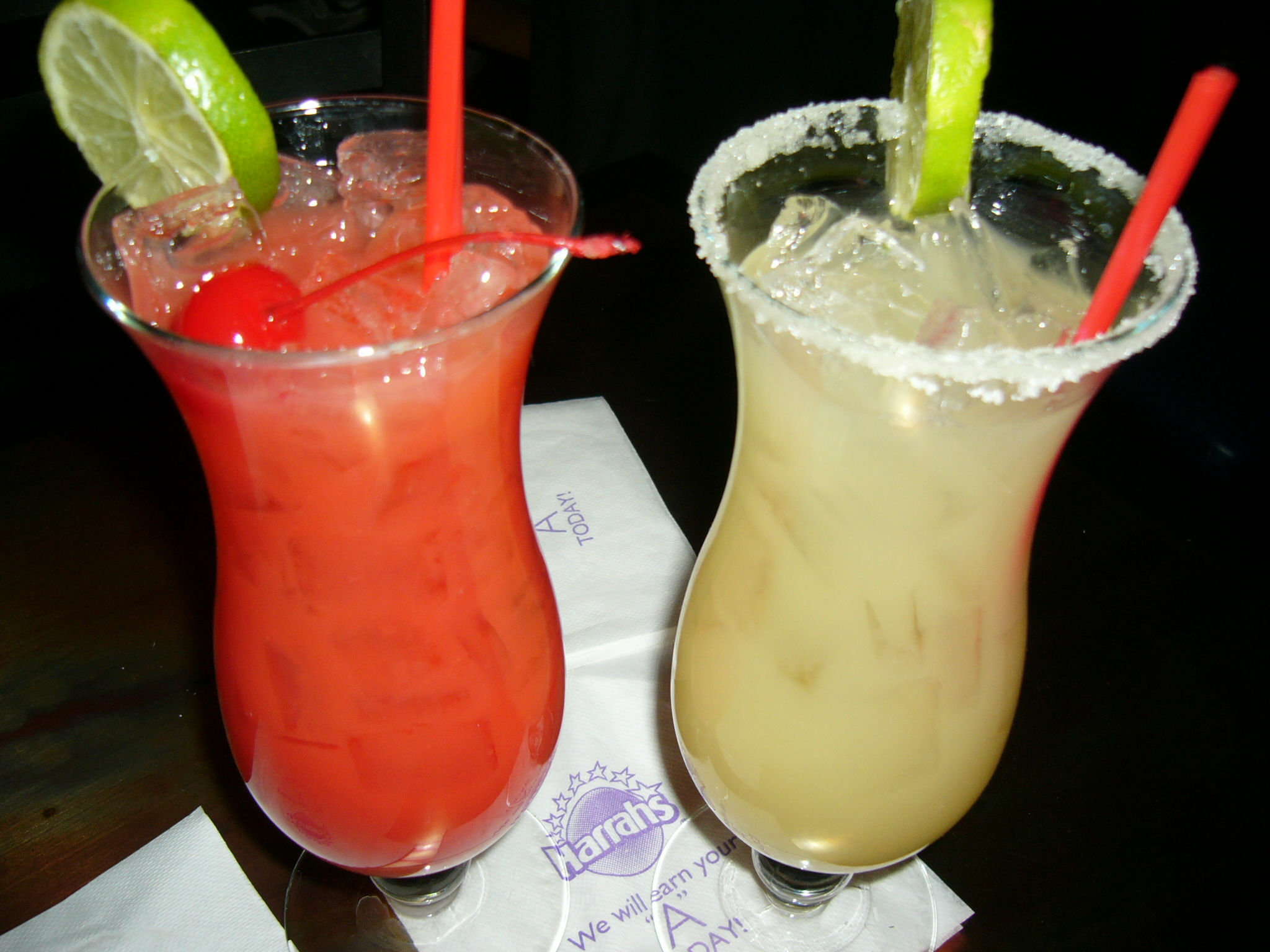
صورة للمشروب

سكس أون ذا بيتش  (Sex on the Beach، أي: جنس على الشاطئ) هو كوكتيل كحولي له عدة طرق للتحضير أشهرها هي: 
الفودكا مع الخوخ، ومع عصير التوت البري، وعصير البرتقال.
المشروب غير الكحولي من هذا الكوكتيل يعرف باسم الجنس الآمن على الشاطئ Safe Sex on The beach . وقد تقوم بعض المطاعم والنوادي بتغيير اسمه لتجنب ذكر كلمة «جنس» كـ«ساند إن يور شورتس» في مطاعم ريد روبن "Red Robin".